# Wappengenoß
Mit Wappengenoß bezeichnet man in der Heraldik Personen, die gleiche Wappen führen. Verleihung, Erbschaft oder nur Annahme waren die Möglichkeit  für die Führung eines identischen Wappens.
Oft, besonders wenn nicht von Adel, durfte der Wappengenoß keine Lehen, im Unterschied zum Lehengenoß, besitzen. Die Führung des Wappens machte man von der Ritterbürtigkeit abhängig. Darunter verstand man, dass der Genosse (Wappengenoß) zu Schild und Helm geboren wurde, also adlig. Die Ritterbürtigkeit hatte auf die Turniere einen wesentlichen Einfluss. Die Ritterschaft forderte ausschließlich zum Beweise derselben, die Wappenschau um die Beweise der Ritterbürtigkeit und Ahnenprobe zu prüfen, die die Turnierfähigkeit verlangte.
Ab dem 16. Jahrhundert führten immer mehr Bürgerliche Wappen, was die Anzahl von Wappengenoß erhöhte.
Im Königreich Böhmen war es gesetzlich verboten, ein Wappengenoß oder wie es auch genannt wurde, ein Wappenvetter zu sein. Nur der König konnte zum Wappengenoß seine Zustimmung geben.
Gleiche Wappen führen viele Familien in Polen als Wappengemeinschaft.